# Coppa della Perugina
La Coppa della Perugina è stata la prima corsa di velocità in circuito disputata in Umbria dal 1924 al 1927.

## Storia
Mentre la Coppa della Mengara disputata l'11 maggio 1923 rappresenta in Umbria la prima gara in salita degli anni venti, la Coppa della Perugina è la prima corsa di velocità in circuito disputata nella regione, voluta dai componenti il Consiglio di Amministrazione dell'Auto-moto-club di Perugia che ha come Presidente Giovanni Buitoni, il giovane rampollo della famiglia proprietaria della S.A. Perugina, che coglie l'occasione per unire all'evento sportivo, la pubblicità del nome dell'Azienda dolciaria.
La prima edizione, quella del 18 maggio 1924, che vede al via ventinove piloti prende il via sottolineata da un colpo di cannone e dura esattamente 2h 46'27"3/5, il tempo che impiega il pilota toscano Emilio Materassi a percorrere i quindici giri previsti, utilizzando una parte di motore di aereo Hispano-Suiza alloggiato sul telaio di una Itala. Alle sue spalle il podio si completa con Domenico Antonelli su Bugatti 30 e Anselmo Cesaroni su Steyr V.
Nel 1925, quando causa la concomitanza con altre gare prendono il via solo venti macchine, la conoscenza del percorso e l'esperienza non sono però sufficienti a Materassi a contenere lo slancio e la foga impressa alla corsa dalla Ballot Indy, di 4350 cm³ e 140CV di potenza, dell'altro toscano Gastone Brilli-Peri che al termine dei diciotto giri, compiuti in 2h 46'14” 4/5, va a vincere alla media di 106,540 km/h relegando in seconda posizione Materassi e la sua Itala Special davanti a Anselmo Cesaroni su Mercedes GP 1914.
L'anno successivo quando sotto allo striscione del via si presentano in ventisei; oltre ai due toscani vincitori delle passate edizioni, si segnala la presenza una donna, la Baronessa Antonietta Avanzo giunta a Perugia per partecipare al Gran Premio Perugino del Turismo (corsa vinta da Carlo Maria Pintacuda con l'Alfa Romeo RLSS davanti a Giulio Aymini su Diatto, e Franco Cortese su Itala) disputato sette giorni prima della Coppa per collaudare le strutture del percorso. La Baronessa correrà la Coppa della Perugina con la Mercedes-Benz di Anselmo Cesaroni che rinuncerà a partire. Al termine della bella sfida che alle prime battute ha visto un'incredibile battaglia tra l'Avanzo, Brilli-Peri e Materassi, la bandiera a scacchi del direttore di gara gratifica per la seconda volta l'impegno di Materassi che con l'Itala Special conclude i 18 giri in 2h 38'41" 4/5 a 112,316km/h davanti a Pasquale Croce su Bugatti 35 e Bruno Presenti su Alfa Romeo RLSS.
Di anno in anno le presenze dei piloti aumentano grazie a un tracciato impeccabile, definito il percorso più veloce d'Europa, alle curve sopraelevate, alla torre direzione gara alta dodici metri, al fissaggio della polvere, ai collegamenti telefonici sul percorso, a quelli radiofonici nel centro della città, alle riprese cinematografiche, ai cioccolatini distribuiti gratuitamente, alle tribune mobili realizzate con le carrozze ferroviarie, al montepremi giunto nel 1927 fino a 250.000lire .
All'edizione del 1927 tra i trentasette piloti schierati si segnala anche Tazio Nuvolari sceso a Perugia con una celeste Bugatti appena acquistata. Non essendo il mantovano tra i favoriti per l'assoluto la vittoria rimane ancora un fatto tra i due piloti toscani, già vincitori negli anni precedenti, con Materassi che, liberatosi del suo diretto avversario Brilli Peri fermatosi per strada con un foro nel radiatore, con il tempo di 2h 57'08" a 111,108Km/h s'impone per la terza volta precedendo sul traguardo Renato Balestreroe Umberto Pugno entrambi su Bugatti 35. Tazio Nuvolari, da parte sua, non riesce ad andare oltre il settimo posto e terzo di Categoria.
Nel 1928 il Consiglio dell'Automobile Club di Perugia, a causa della mancata assegnazione del contributo da parte del R.A.C.I. finito al Premio Reale di Roma, si dimette in blocco rinunciando all'organizzazione della importante gara.
Le corse d'auto, in Umbria, si rivedranno, non appena conclusa la seconda guerra mondiale, con il Giro Automobilistico dell'Umbria.